# 6483 Ніколайвасильєв
6483 Ніколайвасильєв (6483 Nikolajvasilʹev) — астероїд головного поясу, відкритий 2 березня 1990 року.
Тіссеранів параметр щодо Юпітера — 3,420.